# Опатув (Великопольське воєводство)
Опатув (пол. Opatów) — село в Польщі, у гміні Ленка-Опатовська Кемпінського повіту Великопольського воєводства.
Населення — 1308 осіб (2011).
У 1975-1998 роках село належало до Каліського воєводства.

## Демографія
Демографічна структура станом на 31 березня 2011 року:
|          | Загалом | Допрацездатний вік | Працездатний вік | Постпрацездатний вік |
| -------- | ------- | ------------------ | ---------------- | -------------------- |
| Чоловіки | 651     | 169                | 441              | 41                   |
| Жінки    | 657     | 159                | 383              | 115                  |
| Разом    | 1308    | 328                | 824              | 156                  |